# ELF Voetbal

ELF Voetbal, voorheen ELF, is een voetbaltijdschrift dat elf keer per jaar verschijnt en het grootste voetbalmaandblad van Nederland. De nummers komen ongeveer één keer per maand uit en worden uitgegeven door uitgevers consortium De Bruijn Media, tevens uitgever van diverse andere tijdschriften zoals Handwerken Zonder Grenzen en USA Sports.
ELF Voetbal werd in 1982 opgericht als ELF en de eerste hoofdredacteur was Henri van der Steen, inmiddels werkzaam bij de Geassocieerde Pers Diensten. In 1996 werd Jan-Hermen de Bruijn de nieuwe hoofdredacteur. Adjunct-hoofdredacteur werd Arnout Verzijl.
Het tijdschrift wordt uitgegeven in A4 formaat, full color en bestaat uit een kleine honderd pagina's per uitgave. Daarin staan elke maand evenveel interviews als dat er op dat moment betaald voetbal clubs in Nederland actief zijn. In elk nummer wordt van elke Eredivisieclub minimaal één persoon - meestal spelers, maar soms een coach, technisch directeur, etc. - geïnterviewd en van iedere Eerste divisieclub ook ten minste een. Soms bestaan artikelen uit interviews of reportages met een groepje spelers. Ook bevat het magazine diverse reportages en achtergrond verhalen, ook over het buitenlandse topvoetbal.
ELF Voetbal ging in 2009 samen met biermerk Jupiler de Nationale Voetbalgids uitgeven, een speciale en extra dikke seizoensgids. De totale oplage van deze editie is rond de 350.000, de grootste commerciële oplage van een sporttijdschrift in Nederland ooit. De samenwerking stopte in 2016, waarna  ELF Voetbal met andere partners ging samenwerken voor haar Nationale Voetbalgids. Daarin worden traditioneel alle clubs in de Eredivisie, Eerste divisie en het hoogste amateurvoetbal meegenomen. Na de Hoofdklasse in 2009, werd dat de Topklasse tussen 2010 en 2014 en sindsdien worden alle clubs uit de Tweede divisie, Derde divisie zaterdag en zondag en de Vrouwen Eredivisie opgenomen.
In november 2016 werd ELF Voetbal overgenomen door Van Munster Media, dat al bladen uitgaf op het gebied van business, auto's en muziektechnologie. De redactie verhuisde door de overname van Den Haag naar Nijmegen. Naast Jan-Hermen de Bruijn vormde Steven Kooijman op dat moment het hoofdredacteurschap. In januari 2019 kwamen er naast De Bruijn twee hoofd-/eindredacteuren: Geert Beckers en Sander Berends.

## Speciale partnerschappen
In 2003 werd ELF de eerste sponsor van de scheidsrechters in het betaald voetbal. Vanaf dat moment liepen de arbiters met een ELF-logo op de mouw. Het geld wat de KNVB voor deze sponsordeal incasseerde, was bedoeld voor de opleiding en begeleiding van scheidsrechters. Opticien Specsavers verving ELF op de scheidsrechtertenues in de tweede helft van het seizoen 2005/2006.
Van 2008 tot 2012 was ELF Voetbal media partner van de Nederlandse Jupiler League en de jaarlijkse Golden Foot uitreiking.

## ESM
In 2009 nam ELF Voetbal de Nederlandse zetel in het European Sports Magazines (ESM) samenwerkingsverband over van Voetbal International. De ESM is een Europees tijdschriftencollectief, die onder anderen de ESM Gouden Schoen organiseert.

## Internetwebsite
Naast het blad heeft ELF Voetbal een van de grootste voetbalwebsites van Nederland met het laatste voetbalnieuws, achtergrondverhalen, interviews en leuke overzichten

## PANNA! Magazine
ELF Voetbal lanceerde in september 2013 ook een voetbalmagazine voor kinderen. De titel is PANNA! Magazine. Er verschijnen acht reguliere edities per jaar plus vier 'doeboeken' en/of specials. De doelgroep bestaat uit kinderen tussen zes en dertien jaar. Het magazine heeft ook eigen voetbalteams. De PANNA! Sterrenteams worden in de herfstvakantie via diverse trainingsdagen bij amateurclubs samengesteld en spelen het hele seizoen door oefenwedstrijden en nemen deel aan activiteiten. Ook PANNA! Magazine heeft een eigen website.